# 長野県神城断層地震
長野県神城断層地震（ながのけんかみしろだんそうじしん）とは、2014年（平成26年）11月22日22時8分ごろ、日本の長野県北部、北安曇郡白馬村を震源として発生したマグニチュード (M) 6.7の地震。小谷村、小川村、長野市で最大震度6弱を観測した。震源断層は白馬村と小谷村を縦断する神城断層である。この呼称は長野県が定めたものであり、他には「長野県北部地震」の呼称もある。

## 名称
長野県は、2011年に長野県栄村から新潟県津南町付近を震源として発生した長野県北部地震との混同を避けるため、また震源断層が特定されたことから、11月24日からこの地震の呼称を「長野県神城断層地震」に統一した（気象庁の命名ではない）。

## 地震のメカニズム

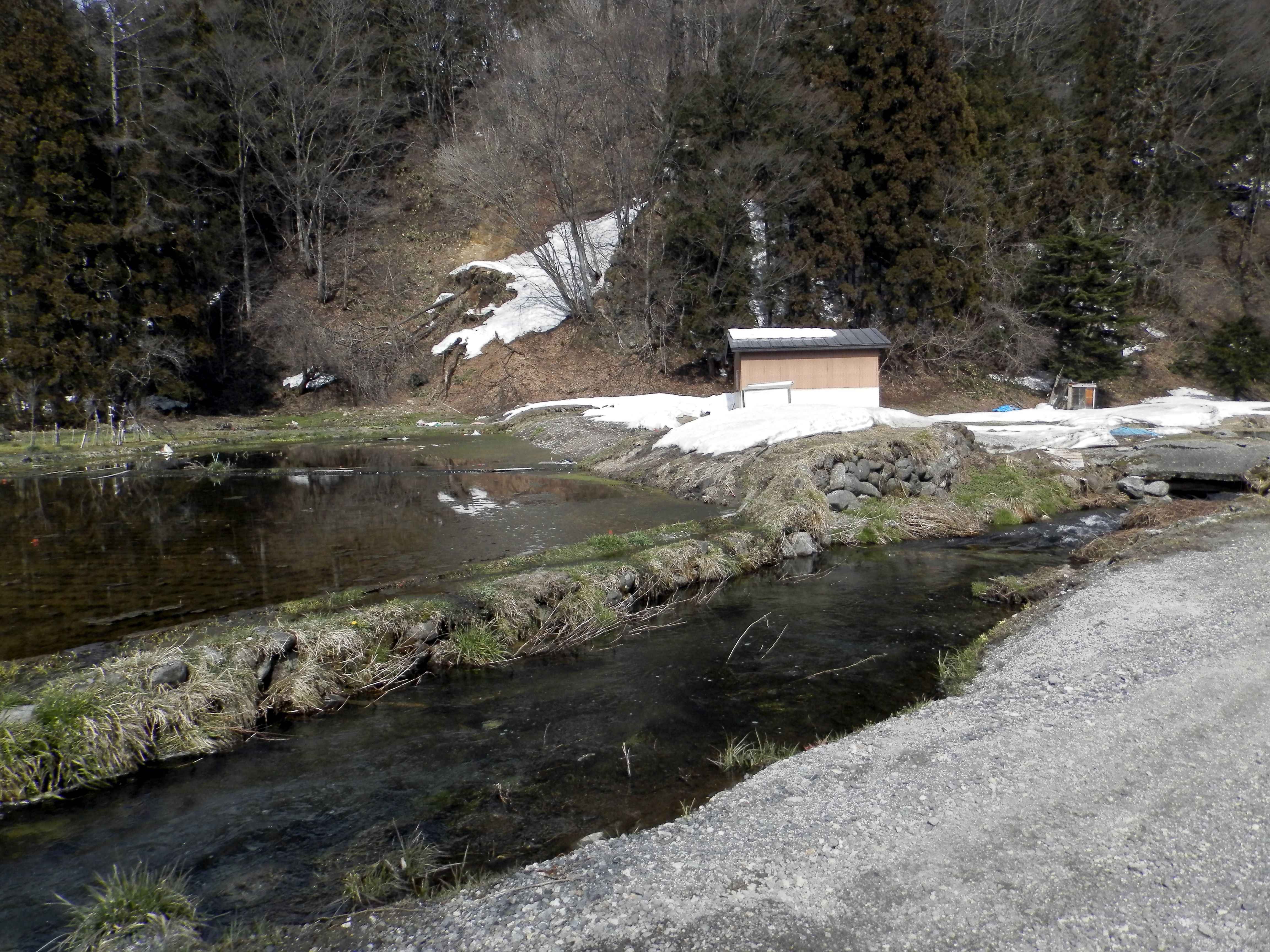
塩島地区の水田に出現した地震地表断層の一部。東側隆起の最大変位量を記録したこの場所での上下変位量は約1m。なお、地震以前は小屋左側の段差は存在せず水田と同一の面にあった

神城断層の活動による地震で、この地震の震央は長野県白馬村北城の北緯36度41.5分 東経137度53.4分 / 北緯36.6917度 東経137.8900度（高戸山）付近、白馬村役場から東南東に約3km付近にあたり、震源の深さは約5kmと推定されている。
発震機構は西北西-東南東方向に圧力軸を持つ逆断層型（気象庁資料に基づき地震調査委員会が発表、11月23日）、地下の余震分布面が東下がりの傾斜を有していることから、震源断層も東下がりの傾斜を持つ逆断層と考えられている。地殻を構成する大陸プレート内で発生した地震（内陸地殻内地震）である。
マグニチュード（気象庁マグニチュード (Mj)）は6.7だった。また、気象庁のCMT解（暫定値）ではモーメントマグニチュード (Mw) は6.2だった。
地震後1日間の余震の分布から、余震域は姫川流域に沿い、小谷村から白馬村にかけての南北約20kmの領域に収まっている。これは、後述の通り神城断層の位置と一致している。

### 震源断層

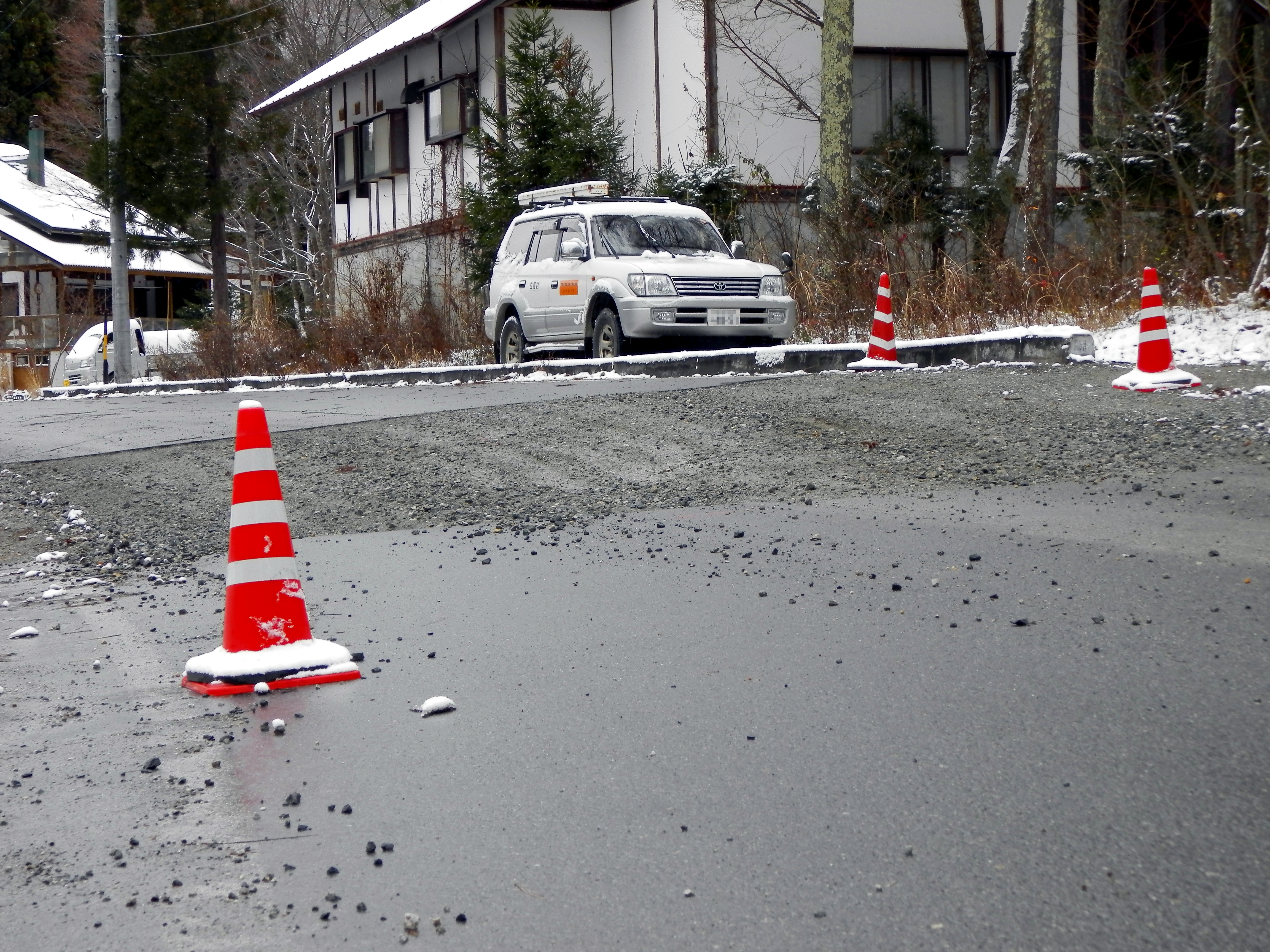
北城大出地区の地表に出現した地震地表断層の一部。この場所での垂直変位量は約60cm

地殻変動のデータなどから、この地震により破壊した震源断層の長さは約20kmで、白馬村と小谷村に跨る総延長約31kmの神城断層の北側の部分が活動したと考えられている。また、約9kmにわたって断続的に地表地震断層が確認されている。1996年に地震調査委員会が公表した評価によれば神城断層は約26kmとされていたが、その後の調査により北側にも断層の存在を示唆する地形や重力変化があることが分かり、神城断層の範囲を北側に延長する検討を行っていた段階だったという。地震後に観測された地殻変動と余震分布の解析から、神城断層の東を併走する小谷・中山断層も同時に活動していた可能性が高い事が報告されている。
地震調査委員会は発生翌日の11月23日に臨時会を開いて地震活動評価を発表し、この地震は「神城断層の一部の活動による可能性が高い」が、今後の追加調査により更に検討を行う必要があると報告した。この段階では、神城断層の総延長26kmのうち一部分（15kmより短い）が動いたとみられていた。約2週間後の12月9日、地震調査委員会は改めて地震活動評価を発表し、「神城断層の一部とその北方延長が活動した」と推定した。
11月23日に信州大学の広内大助らが行った現地調査では、白馬村の大出地区など20か所程度で地表地震断層の段差と褶曲が確認された。塩島地区では東側が最大で90cm隆起しており、白馬村塩島地区から大出地区にかけて長さ2kmに渡って断続的に分布している。この、塩島地区に出現した地表断層は姫川第二ダム建設以降に生じた洪水により埋没していたため既知の断層トレース線上にはなかった。また、東北大学災害国際研究所の調査では更に長く延びていることが確認されており、地表地震断層は南神城駅の東方から信濃森上駅の東方までの総延長約9kmにわたることが確認された。なお、神城三日市場地区以南では、顕著な地表変位は出現しなかったとされている。

### 地殻変動

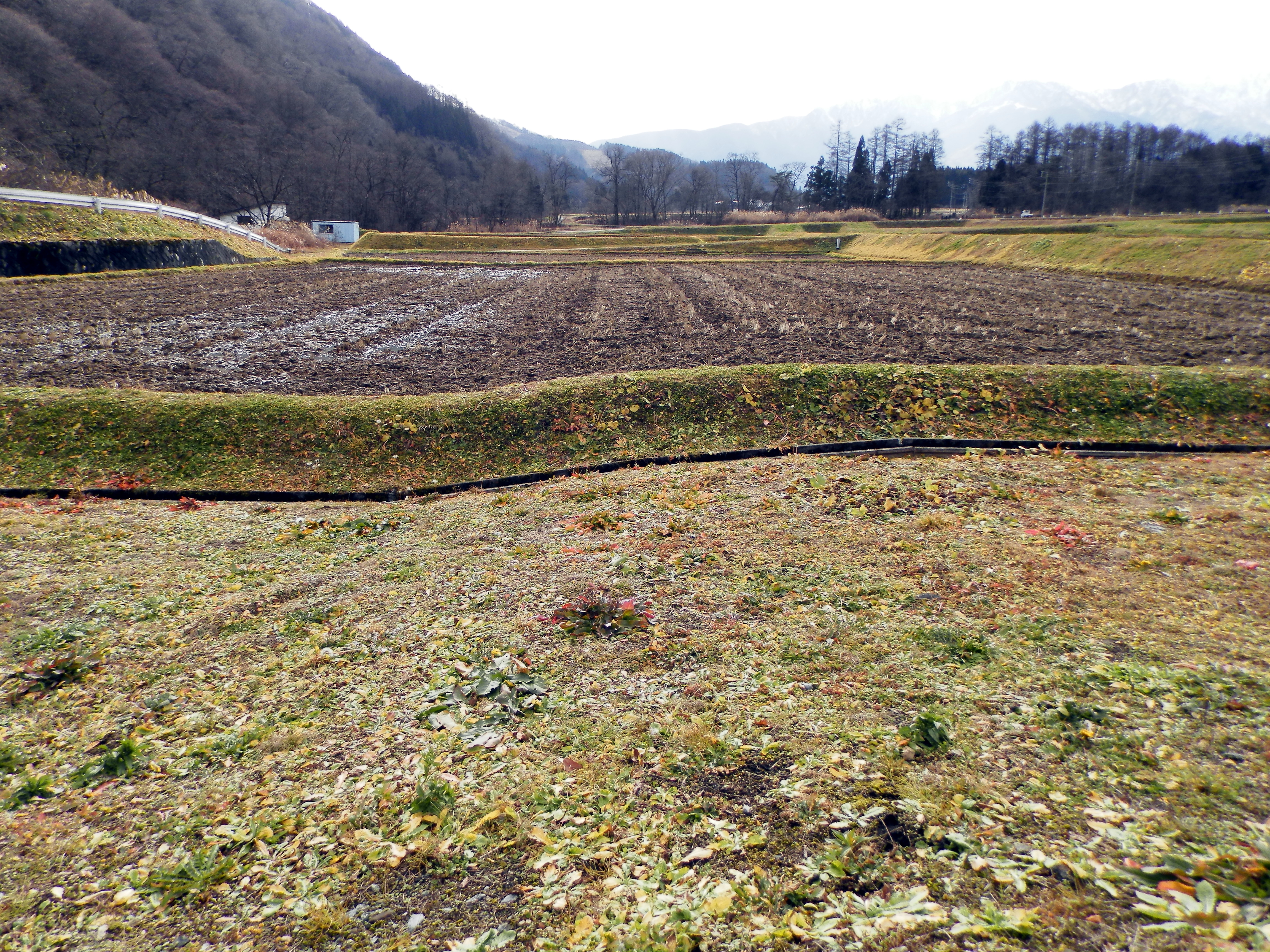
姫川と松川の合流点付近の水田に生じたバックスラスト（Back thrust）による撓曲変位。北から南方向を向いて撮影、左側が震央方向の東。

地殻変動については、国土地理院の11月23日の発表によると、震源に近い電子基準点「白馬」（白馬村）において、南東方向に29.2cm、下方向に12.0cm（沈降）と（それぞれ速報値）大きな変位が観測され、地震計による震源断層の動きにも整合している。塩島地区に出現した変位は約1mであるが、既知の内陸地震としては最も規模が小さいにも関わらず大きな変位を生じた地震である。また、遠田(2014)は、神城断層南部と松本盆地東縁断層北端にクローン応力変化の影響があったと推定している。

### 地震学的意義
1995年から整備された高感度地震観測網の稼働以降に、活断層と認識されていた断層で発生した初の被害地震である。
地震調査研究推進本部が想定していた地震規模は 活動区間が22kmから55km、規模は M 7.5からM 8.5 程度で約千年に一回であったが、実際に2014年に発生した地震は30kmよりも短い区間が活動し、規模も一回り小さい M 6.7 でマグニチュードの過大評価が生じていた。従って、想定しているよりも短い数百年に一回程度の間隔で今回と同規模の被害地震が発生するため、地震の発生確率が上昇する問題を有していると指摘している。

### 余震
最大の余震は、本震から29分後の22時37分に発生したM4.5、震度5弱の地震である。
気象庁は、地震から1時間後の22日23時ごろの発表において、1週間程度は震度5強程度の余震が発生する恐れがあり、山間部であることからがけ崩れなどの土砂災害について特に警戒が必要である旨を呼び掛けた。また気象庁は、11月24日、27日、12月1日の3回に亘って定期的に、その時点の余震発生状況を基にした、M5.0（震度5強）以上およびM4.5（震度5弱）以上の余震発生確率の発表を行った。
| 発表日   | 予測期間              | 確率                    | 確率                    |
| 発表日   | 予測期間              | M5.0以上（震度5強以上） | M4.5以上（震度5弱以上） |
| -------- | --------------------- | ----------------------- | ----------------------- |
| 11月24日 | 11月24日10時から3日間 | 10%                     | 30%                     |
| 11月24日 | 11月27日10時から3日間 | 10%未満                 | 20%                     |
| 11月27日 | 11月27日14時から3日間 | 10%未満                 | 10%                     |
| 11月27日 | 11月30日14時から3日間 | 10%未満                 | 10%未満                 |
| 12月1日  | 12月1日14時から3日間  | 10%未満                 | 10%未満                 |
| 12月1日  | 12月4日14時から3日間  | 10%未満                 | 10%未満                 |

| 日付     | 回数 | 最大震度 |          | 日付 | 回数 | 最大震度 |
| 11月22日 | 23   | 5弱      | 11月30日 | 0    | ―    |          |
| 11月23日 | 47   | 3        | 12月1日  | 4    | 2    |          |
| 11月24日 | 14   | 4        | 12月2日  | 2    | 2    |          |
| 11月25日 | 4    | 4        | 12月3日  | 2    | 1    |          |
| 11月26日 | 4    | 2        | 12月4日  | 3    | 2    |          |
| 11月27日 | 2    | 1        | 12月5日  | 1    | 2    |          |
| 11月28日 | 4    | 3        | 12月6日  | 0    | ―    |          |
| 11月29日 | 2    | 2        | 12月7日  | 1    | 1    |          |

### 過去の周辺の地震との関連
この地震の震央の周囲約20km付近の1910年以降の地震活動を見ると、最大の地震は1918年の大町地震 (M6.1, M6.5)、次いで1986年12月に起きたM5.9・震度4の地震で若干の被害があったほか、1998年7月にM5.0・震度4の地震が発生している。今回の地震はそれらを上回り、過去約100年間では最大となった。
なお、今回の地震の300年前の1714年4月28日（正徳4年3月15日）には、北緯36度42分 東経137度51分 / 北緯36.7度 東経137.85度（現在の白馬村付近）を震源とする推定M61⁄4（いずれも理科年表による）の地震が発生している（信濃小谷地震）。この地震によって姫川沿いの谷に被害があり、小谷村で死者100人の人的被害を生じたほか、負傷者37人、住家全壊194棟という記録が残っている。今回の地震で家屋全壊が生じた白馬村神城の堀之内地区では、この信濃小谷地震の際も家屋の過半数が全壊したと伝えられている。
またこの地震の震央は、2011年3月12日に発生した長野県北部地震（東北地方太平洋沖地震の誘発地震とされている）の震央（長野県下水内郡栄村・新潟県中魚沼郡津南町）の西南西約70km付近と比較的近接している。また、2004年10月23日に発生した新潟県中越地震、2007年2月25日に発生した能登半島地震、2007年7月16日に発生した新潟県中越沖地震など、M6以上の複数の被害地震の震央から150kmの圏内にある。11月23日の地震活動評価の報告会見では、記者からこれらの地震と今回の地震との関連が問われた。これに対して地震調査委員会の本蔵義守委員長は、「可能性は否定しない」とした上で、今回の地震は「一義的には活断層に沿った地震だ」とした。

### 前震
地震から4日前の11月18日夜から11月19日午前にかけて、震源の近傍でM2程度のまとまった地震活動が発生していたことが、地震調査委員会の11月23日の地震活動評価で報告されている。報告会見で、この活動が前震であるかという記者からの問いに対して地震調査委員会の本蔵義守委員長は、「素直に考えると前震に見えるが、断定できない」とコメントしている。なお、信大震動調査グループらによる後日の解析では、「前震」とされている地震を起こした断層は本震を起こした神城断層とは別の交差していた断層であった。

## 観測・推定された揺れ

### 観測震度
小谷村中小谷、小川村高府、長野市山間部の戸隠および鬼無里の4地点でこの地震最大の震度6弱を観測した。また、白馬村北城、信濃町柏原東裏、長野市豊野町豊野および中条のほか、長野市街地の箱清水でも震度5強を観測した。このほか、中野市や大町市、新潟県糸魚川市や妙高市で震度5弱を観測し、長野県・新潟県のほか石川県で震度4以上、加えて富山県、静岡県、山梨県、愛知県、群馬県、埼玉県、神奈川県で震度3以上を観測した地点があり、震度1以上を観測した地点は中国地方・近畿地方から東北地方に及んだ。
事前の地震ハザード評価に基づく防災科学技術研究所のJ-RISQ地震速報によると、各震度階級毎の遭遇人口は、震度6弱以上が約2万人、震度5強および震度5強以上が約20万人で、それぞれほとんどが長野県に分布する。
| 震度 | 都道府県 | 観測点名 |
| ---- | -------- | --- |
| 6弱  | 長野県   | 長野市戸隠・長野市鬼無里・小谷村中小谷・小川村高府 |
| 5強  | 長野県   | 長野市箱清水・長野市豊野町豊野・長野市中条・白馬村北城・信濃町柏原東裏 |
| 5弱  | 長野県   | 長野市信州新町新町・長野市大岡・中野市豊津・大町市八坂・飯綱町牟礼・飯綱町芋川 |
| 5弱  | 新潟県   | 糸魚川市能生・妙高市関川 |
| 4    | 長野県   | 長野市鶴賀緑町・須坂市須坂・中野市三好町・大町市役所・大町市大町図書館・飯山市飯山福寿町・長野池田町池田・松川村役場・坂城町坂城・小布施町小布施・木島平村往郷・千曲市杭瀬下・松本市会田・松本市丸の内・松本市寿・諏訪市湖岸通り・諏訪市高島・立科町芦田・麻績村麻・生坂村役場・安曇野市穂高支所・安曇野市明科・筑北村坂井 |
| 4    | 新潟県   | 糸魚川市一の宮・糸魚川市大野・糸魚川市青海・上越市中ノ俣・上越市大手町・上越市木田・上越市頸城区百間町・上越市中郷区藤沢・上越市三和区井ノ口・上越市板倉区針・上越市名立区名立大町・妙高市関山・柏崎市中央町・刈羽村割町新田                                                                                               |
| 4    | 石川県   | 輪島市鳳至町・珠洲市正院町 |

### 推定震度
気象庁の推計震度分布図においては、長野県北アルプス地域を中心とした長野県北部や新潟県上越、富山県東部の広い範囲が震度4以上となっていると推定された。震度の広がりを見ると、震央から東側の地域で相対的に震度が大きく、西側の地域で相対的に震度が小さい傾向がみられ、特に震度6弱の分布を見ると震源の東側に大きく偏っているほか、最大で震度3に留まった富山県では推定震度4以上の範囲が東部の山間部に限られている。
2015年11月、信州大学震動調査グループらが約2万6千枚の住民アンケートの集計結果を発表した。
- 白馬村堀之内・田頭地区で震度6強。
- 小谷村の中谷川沿いでは震度6強に近い。
- 小川村、長野市鬼無里地区などで震度6弱以上が広く分布するが、長野市戸隠より北では震度6弱から5強の地域もあり、6強が目立つ地域もあった。
- 長野市中心部は震度5弱から4程度。善光寺周辺や浅川から若槻団地の周りでは震度6弱。

なお白馬村の堀之内地区では震度7相当の揺れがあった可能性がある。

### その他
防災科学技術研究所の強震観測網（K-NET）などの中で、この地震で最も大きい表面最大加速度（PGA）を観測したのは、589gal（ガル、=cm/s2）のK-NET白馬観測点（白馬村）だった。
- 観測された最大加速度の三成分合成値が高かった上位3地点（防災科学技術研究所 K-NETおよびKiK-net）[45]
  - K-NET白馬観測点 NGN005 : 589gal
  - K-NET信濃観測点 NGN002 : 403gal
  - KiK-net戸隠観測点 NGNH28 : 205gal

## 緊急地震速報
この地震において気象庁は、発生直後の22時8分23.4秒に地震波を検知し、2.6秒後にM4.0・予測最大震度3程度以上とする予報第1報（高度利用者向けの緊急地震速報）を発表した。3.2秒後の予報第2報では規模をM6.6と修正評価し、初めて警報（テレビ放送等が行われる一般向けの緊急地震速報）を発表した。第2報時点の警報対象地域（推定震度4以上）は長野県・新潟県・富山県・石川県・岐阜県・群馬県・山梨県・埼玉県の8県に及んだ。第1報から主要動到達までの猶予時間は、震央付近を始め長野市付近でも0秒と強い揺れに間に合わなかったと推定され、松本市、上越市や富山市で10秒程度、長岡市、金沢市、前橋市で20秒程度と推定される。なお岐阜県が対象地域に入ったことから、在名局の広域局でも緊急地震速報が放送された。

## 被害と影響

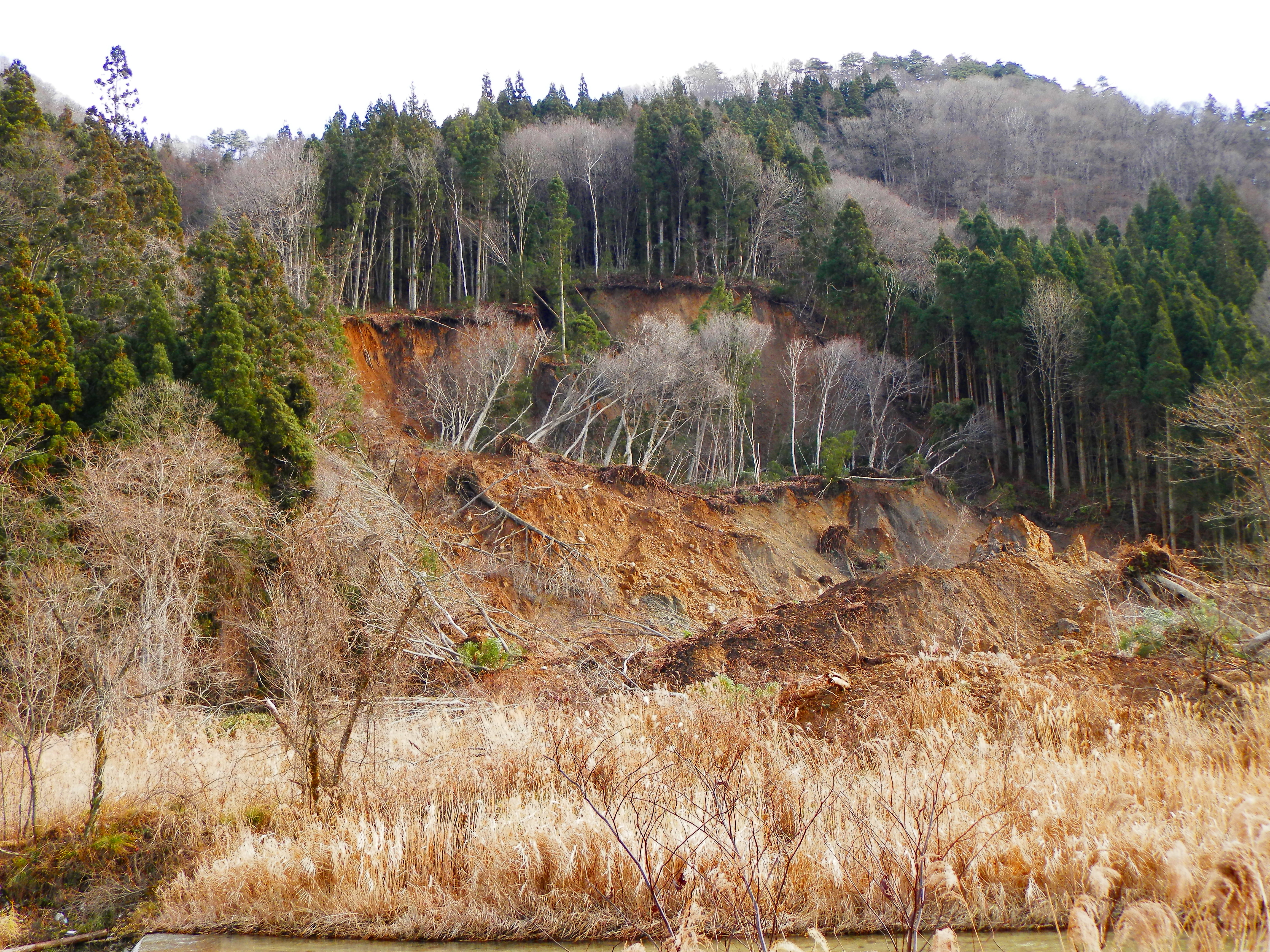
姫川沿いの斜面に生じた崩壊。土砂の一部は姫川本流にも少量が流入し若干の狭窄を生じた。（飯森地区）

長野県による集計では、林地、林道の被害額は、23億4600万円（確定値）。
| 地域     | 死者・負傷者数 | 死者・負傷者数 | 死者・負傷者数 | 住宅被害棟数 | 住宅被害棟数 | 住宅被害棟数 | 非住家 |
| 地域     | 死亡           | 重傷           | 軽傷           | 全壊         | 半壊         | 一部損壊     | 全半壊 |
| -------- | -------------- | -------------- | -------------- | ------------ | ------------ | ------------ | ------ |
| 長野市   |                | 2              | 10             | 4            | 45           | 1138         | 90     |
| 松本市   |                |                |                |              |              | 1            |        |
| 岡谷市   |                |                |                |              |              | 1            |        |
| 中野市   |                |                |                |              |              | 5            |        |
| 大町市   |                |                | 2              |              | 6            | 101          |        |
| 飯山市   |                |                |                |              |              | 1            |        |
| 安曇野市 |                |                |                |              |              | 1            |        |
| 松川村   |                | 1              |                |              |              |              |        |
| 白馬村   |                | 3              | 20             | 42           | 35           | 160          | 141    |
| 小谷村   |                | 2              | 2              | 33           | 75           | 224          | 42     |
| 信濃町   |                |                | 1              |              |              |              |        |
| 小川村   |                |                | 1              | 2            | 11           | 185          |        |
| 飯綱町   |                |                | 2              |              |              | 11           |        |
| 合計     |                | 8              | 38             | 81           | 172          | 1828         | 273    |

白馬村内でも住宅被害が集中した神城地区では、住宅が倒壊して下敷きになるなどした26人が救助された。倒壊した住宅では、取り残された住民を近所の住民らが協力して救出する光景もみられた。地震翌朝の白馬村の最低気温は-1.1度と冷え込む中、停電により暖房が使えなくなったため、避難所に移ったり車やテントで夜を明かした住民もいたという。
この多数の倒壊家屋が発生したにも関わらず死者が生じなかった事象は『白馬の奇跡』とも呼ばれ、「建築基準法における垂直積雪量の基準により太い柱が使用されていたことや、普段から近隣住民同士の繋がりが強く且つ、チェーンソーやジャッキなどの用具を持っていたこと、住民間の情報伝達システムが出来ていたことによる」と分析されている。また、住民活動を支える自治体の適切な援助がもたらしたとの見解もある。また過去にこの地域で発生した地震では、河道閉塞による湛水と閉塞箇所の決壊に伴う被害が生じていたが、今回の地震では姫川、土尻川、裾花川などの本流および支流に於いて河岸の小規模な崩落は生じたが、被害を生じる規模の河道閉塞の発生は確認されていない。

### 建物・施設
住家倒壊の多くは震央に最も近く地表震源断層が出現した白馬村大出地域では無く、顕著な地表断層が出現していない震央から南側に約3kmの堀ノ内地区・三日市場地区に集中していた。塩島地区や大出地区の地表震源断層に隣接する家屋での倒壊がほとんど見られないことから、後藤(2014)らは地震波の伝播する経路や地盤構造の違いにより地震動が増幅され被害に差が出た可能性があるとした。一方、廣内(2015)らは堀之内地区に被害が集中した原因は軟弱な地盤によるものではなく、複数列生じていた副次的な断層による複雑な変位帯に位置したためとしている。
小谷村では、住宅の損壊により居住困難になっているとして、11月23日16:30に中土地区の31世帯69人に避難勧告が出された。その後28日までに、北小谷、中土、南小谷の各地区で合わせて、40世帯81人に避難指示、110世帯258人に避難勧告が出され、12月20日時点でその大半が継続している。白馬村では12月9日、土砂崩落の恐れのため堀之内地区で11世帯26人に避難指示が出された。
長野市では灯油貯蔵用のホームタンク転倒が多数報告されていたほか、善光寺では石灯篭の倒壊や仲見世通りの商店での商品被害が発生した。ただし、広い長野市内では地域により被害に差があり、瓦の落下や窓ガラスの破損などのあった地域がある一方、被害がほとんど無かった地域もある。このほか、震源から約30km離れた信濃町でもホームタンクからの灯油漏れや、震源から約50km離れた中野市では、ビニールハウス用暖房燃料の重油配管が破損して1,000Lの重油漏れが発生したと報道された。

#### 仮設住宅
白馬村では、国と県の費用負担を受けて避難者向けの仮設住宅35戸を村内に建設することを決定し、12月8日に着工、積雪のある中建設を進め、21日後の12月29日から入居を開始した。12月中旬時点では家屋の損壊などにより90人余りが宿泊施設などの二次避難施設で避難生活を送っていた。それらのうち、全壊または大規模半壊の認定を受けた住民とがけ崩れなどから避難指示が出ている住民を対象に、76人が33戸に入居予定となっている。雪の多い地域であることから、雪下ろしの必要がないよう仮設住宅の屋根は急勾配の仕様となった。なお、村は戸数が足りない場合民間住宅の借り上げを行うことなどを検討している。
一方で小谷村は、仮設住宅を建設せず、既存の住宅の修復や補強で対応する方針としている。

### 生活への影響

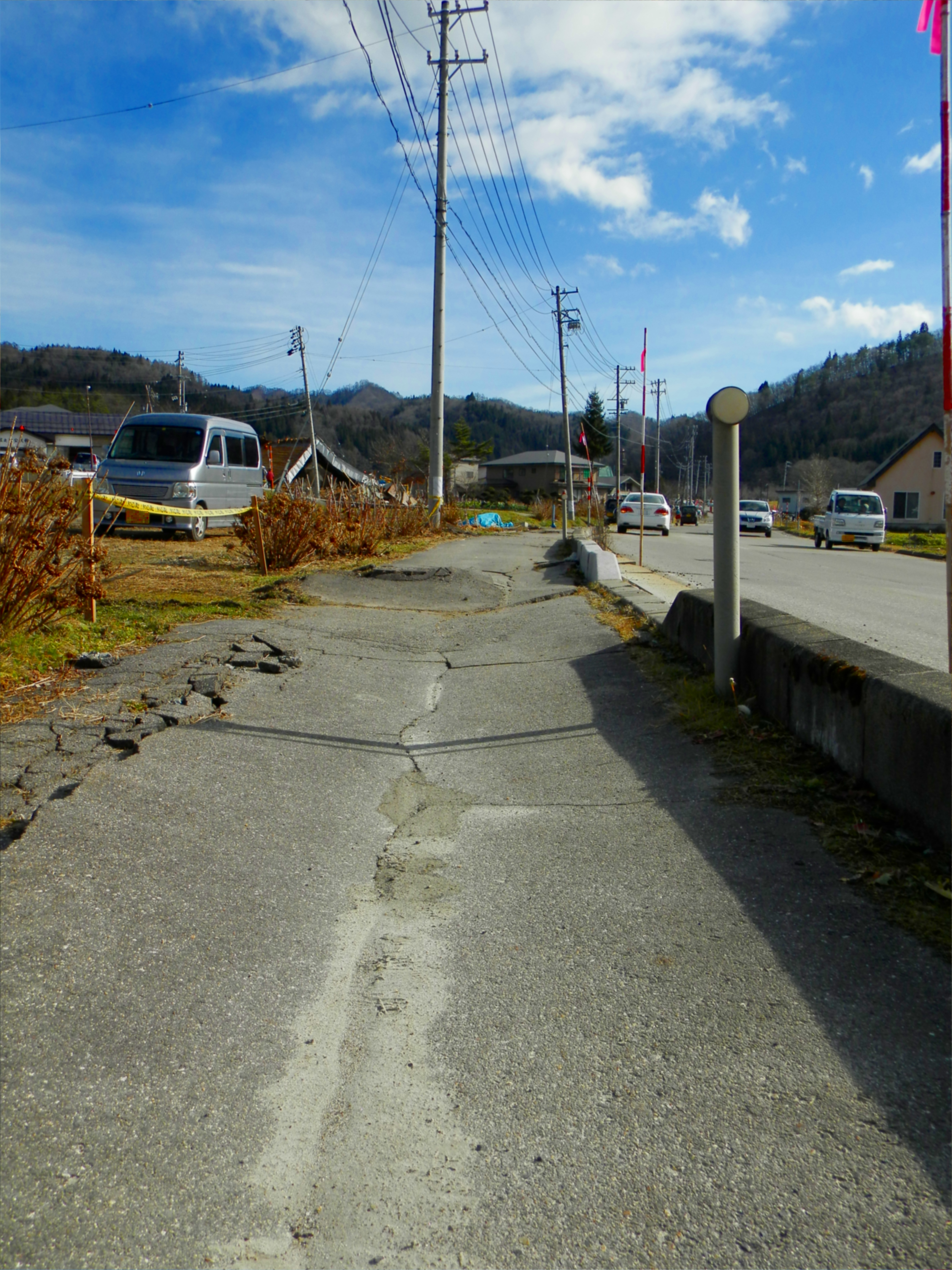
液状化により陥没した歩道と浮き上がったマンホール（堀之内地区）

中部電力によると、地震後合わせて1,760戸が停電となった。その後復旧が進み、11月23日16時までに約180戸に縮小、11月24日までにすべて復旧した。また、姫川第二発電所と南股発電所の2カ所の水力発電設備が停止した。
長野県災害対策本部によると、11月24日16時の時点で長野市の約420戸、白馬村の約270戸、小谷村の約180戸、大町市の約20戸で断水が発生した。厚生労働省によると11月23日14時時点では小川村や飯山市でも断水が発生していたが、復旧している。白馬村では対応能力を超える断水が予想されたため、白馬村からの要請を受けて、長野県は11月23日に陸上自衛隊（第13普通科連隊）に給水活動を主とした災害派遣を要請した。陸上自衛隊は早朝から給水活動を開始したが、その後近隣市町村からの応援で対応が可能となったため、23日中に活動を終了した。
集落孤立を予防するための避難や住家損壊に伴う避難などにより、11月23日から11月24日にかけて、白馬村、小谷村、小川村、長野市の4市村で約300人が公民館などで夜を明かした。

### 交通

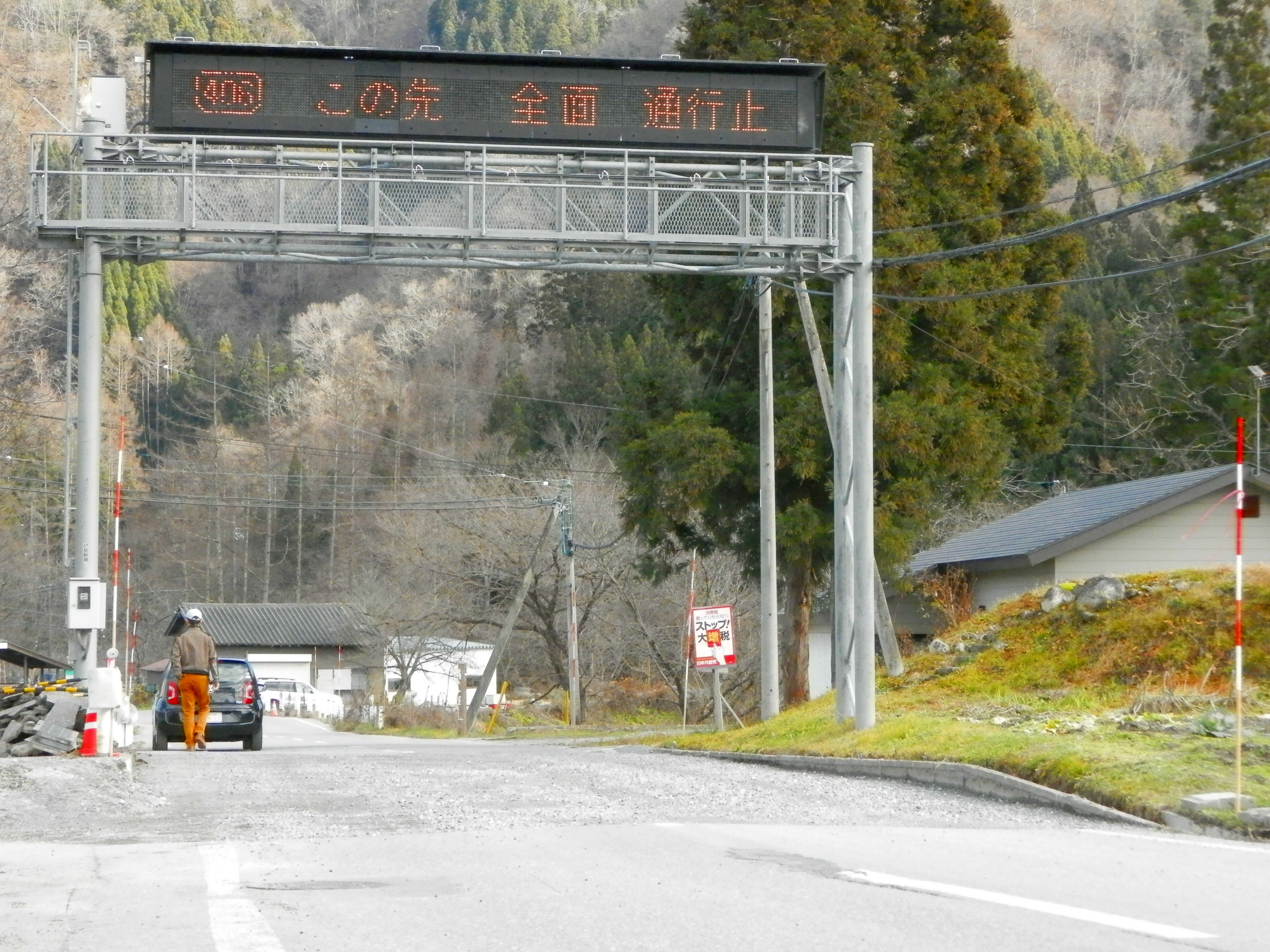
国道406号線表示機根元での垂直変位量は約50cm。

国土交通省などによると、国道や県道など複数の箇所で土砂崩落などによる通行止めが発生した。国道148号では、白馬村北城新田と小谷村千国の間で土砂崩れが発生したため23日0時から通行止めとなったが、12月9日から片側相互通行措置の上通行止めは解除された。国道406号では、白馬村堀田と小川村との境界付近で路面の亀裂が発見されたため3日0時から通行止めとなったが、12月7日から片側相互通行措置の上通行止めは解除された。長野県内の県道では土砂崩落や路面の陥没などにより7か所で通行止めが発生したほか、白馬村や小谷村の村道の合わせて6か所でも通行止めが発生した。これら県道も復旧が進み、12月20日時点で通行止めは2か所となっている。新潟県内でも、上越市や糸魚川市で道路被害が報告されている。
白馬村野平地区では、斜面崩落により道路の一部が塞がっており、今後さらに拡大する恐れがあることなどから、11月23日12時過ぎに18世帯50人に避難指示が出された。白馬村青鬼地区でも、道路のひび割れが拡大して完全に孤立する恐れがあることから、11月23日14時過ぎに7世帯10人に避難指示が出された。その後の復旧により、野平地区は12月9日、青鬼地区は12月12日に解除されている。
周辺を飛行する航空機に対し、11月23日8時0分に周辺の飛行に関わる注意喚起のノータムが発出され、11月27日12時0分に終了した。
近辺の鉄道においては大糸線で、白馬大池駅と千国駅の間で線路に土砂崩落があったほか、簗場駅と南神城駅の間で液状化現象によるレールの歪みが発生、南小谷駅ではホームの損壊が発生するなどした。地震発生以降、JR東日本（JR東日本長野支社）管内の信濃大町駅 - 南小谷駅間およびJR西日本（JR西日本金沢支社）管内の南小谷駅 - 糸魚川駅間が運転見合わせとなった。その後、24日に平岩駅 - 糸魚川駅間、25日に信濃大町駅 - 白馬駅間、26日に南小谷駅 - 平岩駅間がそれぞれ復旧し、26日には白馬駅 - 南小谷駅間で代行バスの運転が開始した。12月7日には白馬駅 - 南小谷駅間が復旧し、全線が復旧した。長野新幹線は地震の影響で運転を休止し、翌11月23日の未明に運転を再開した。JR東日本によると上下線で約1590人に影響が出た。

### 断層評価
2014年の長野県神城断層地震発生後、地震調査研究推進本部による糸魚川静岡活断層系の評価では、小谷村内の区間が北北東に延長された。

### その他
毎年11月23日に長野市で行われている長野えびす講煙火大会は、地震翌日ではあったが、主催する長野商工会議所と長野商店会連合会は「地震に負けず、長野に元気をもたらそう」という意味も込め、予定通り大会を開催した。
白馬村は複数のスキー場を抱える観光地であり、関係者の間では客足への影響を懸念する声（風評被害）が上がっていることが報じられた。その後、白馬村・小谷村・大町市の3市村においてスキー場及びリフトともに被害が無いことが確認され、この方面へ向かう道路も基本的には通行可能となっており、観光に問題はないことが自治体や観光庁等により周知されている。
小谷村千国地区において低温の温泉がガスと共に湧出、12月2日の調査時点で26.4℃，湧出量は毎分75リットル。

### 行政の対応
日本政府は発生から2分後の22時10分に官邸対策室を設置した。翌23日には政府調査団が現地調査を行い、午後には安倍晋三内閣総理大臣が現地を視察した。
長野県は地震発生直後に災害対策本部を立ち上げて情報収集を開始し、被災地を除く県内消防本部に県内消防相互応援隊に応援要請し、深夜のうちに他県の消防にも緊急消防援助隊の出場要請を行った。捜索・救助活動は23日中に終え、同日の対策会議において阿部守一知事は、2011年の地震後の栄村の復興支援を参考として復旧対応の検討を始めるよう指示を行った。

## ボランティア・義援金
白馬村と小谷村において、災害ボランティアセンターが設置された。被害の程度や交通状況などから、同じ村内または北アルプス地域の者に限定しての募集となった。避難所での炊き出し、片付けなどの活動が主となった。11月29日までに、白馬村で延べ410人、小谷村で延べ111人のボランティアが活動を行った。
長野県、白馬村、小谷村、小川村、大町市、長野市の各自治体および、日本赤十字社、社会福祉法人長野県共同募金会などが取りまとめ受付期間を2014年11月27日から2015年9月30日として募金活動を行った。
各種団体から送られた義援金は、長野市、大町市、松川村、白馬村、小谷村、小川村の被災者に分配された。
| 対象自治体 | 金額          |
| ---------- | ------------- |
| (総額)     | 118,364,498円 |
| 長野市     | 18,979,730円  |
| 大町市     | 2,070,516円   |
| 松川村     | 345,086円     |
| 白馬村     | 42,445,578円  |
| 小谷村     | 49,347,298円  |
| 小川村     | 5,176,290円   |

## 法的措置
- 災害救助法適用 : 白馬村、小谷村、小川村（11月23日発表）[88]
- 被災者生活再建支援法適用 : 白馬村、小谷村（12月12日発表）[89]
- 激甚災害法適用（局地激甚災害）：白馬村、小谷村（12月16日閣議決定、12月19日公布）[90]

## 参考画像

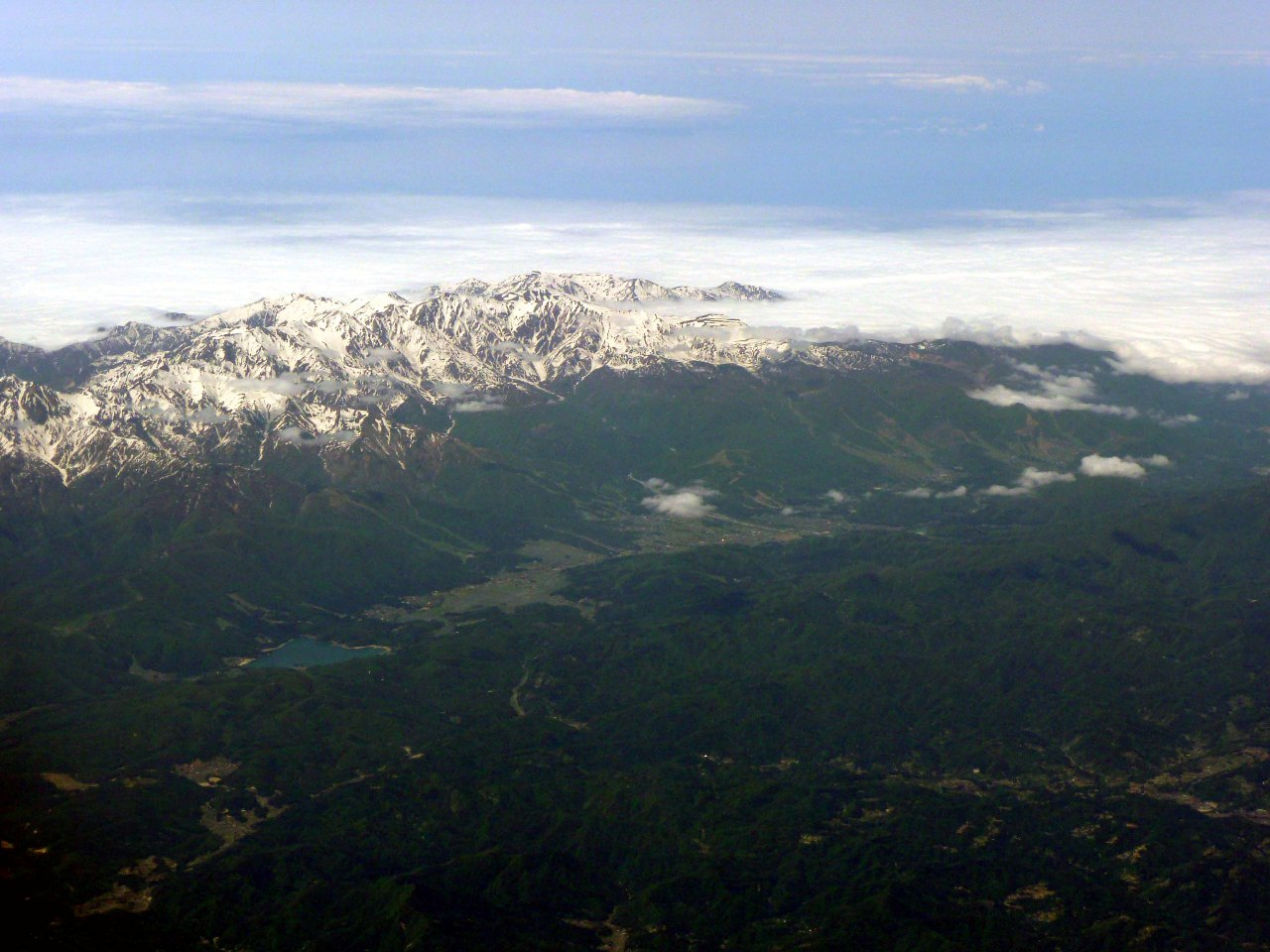
白馬盆地南部を南東方向から写した航空写真。右側の白馬村が本震震央および余震域南側にあたる[4]。
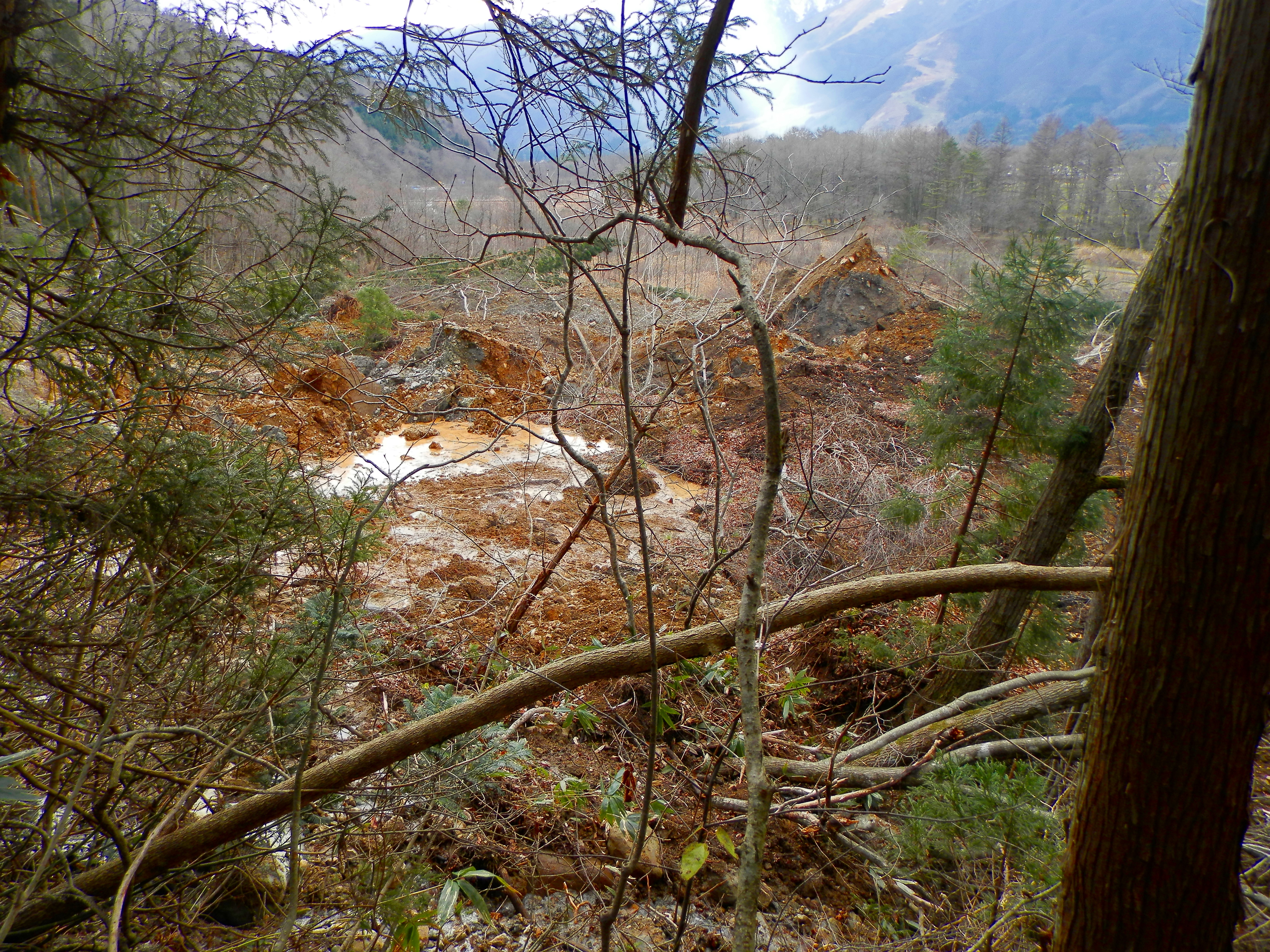
飯森地区、崩壊箇所の内部
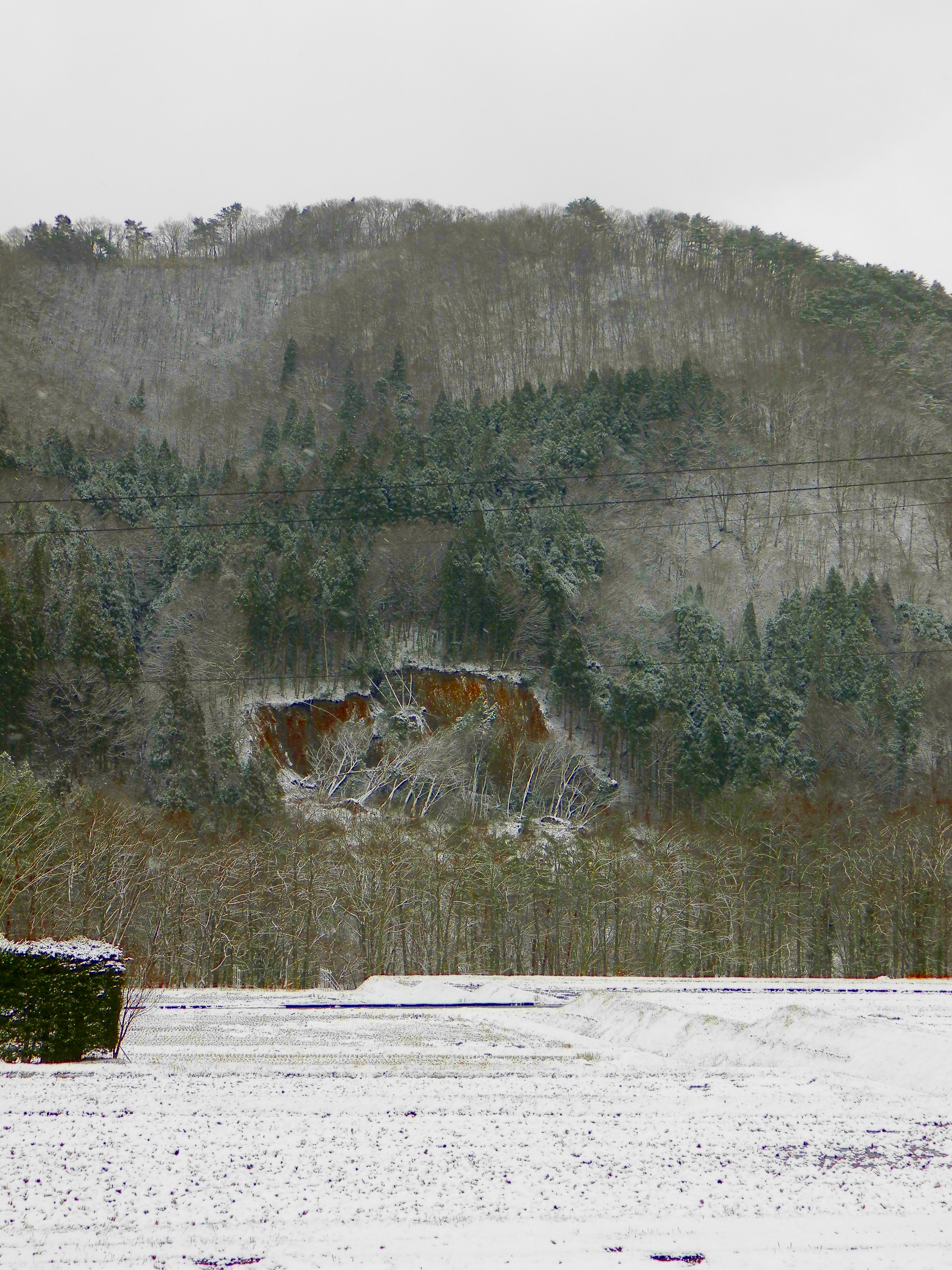
飯森地区、崩壊箇所を国道148号から見る
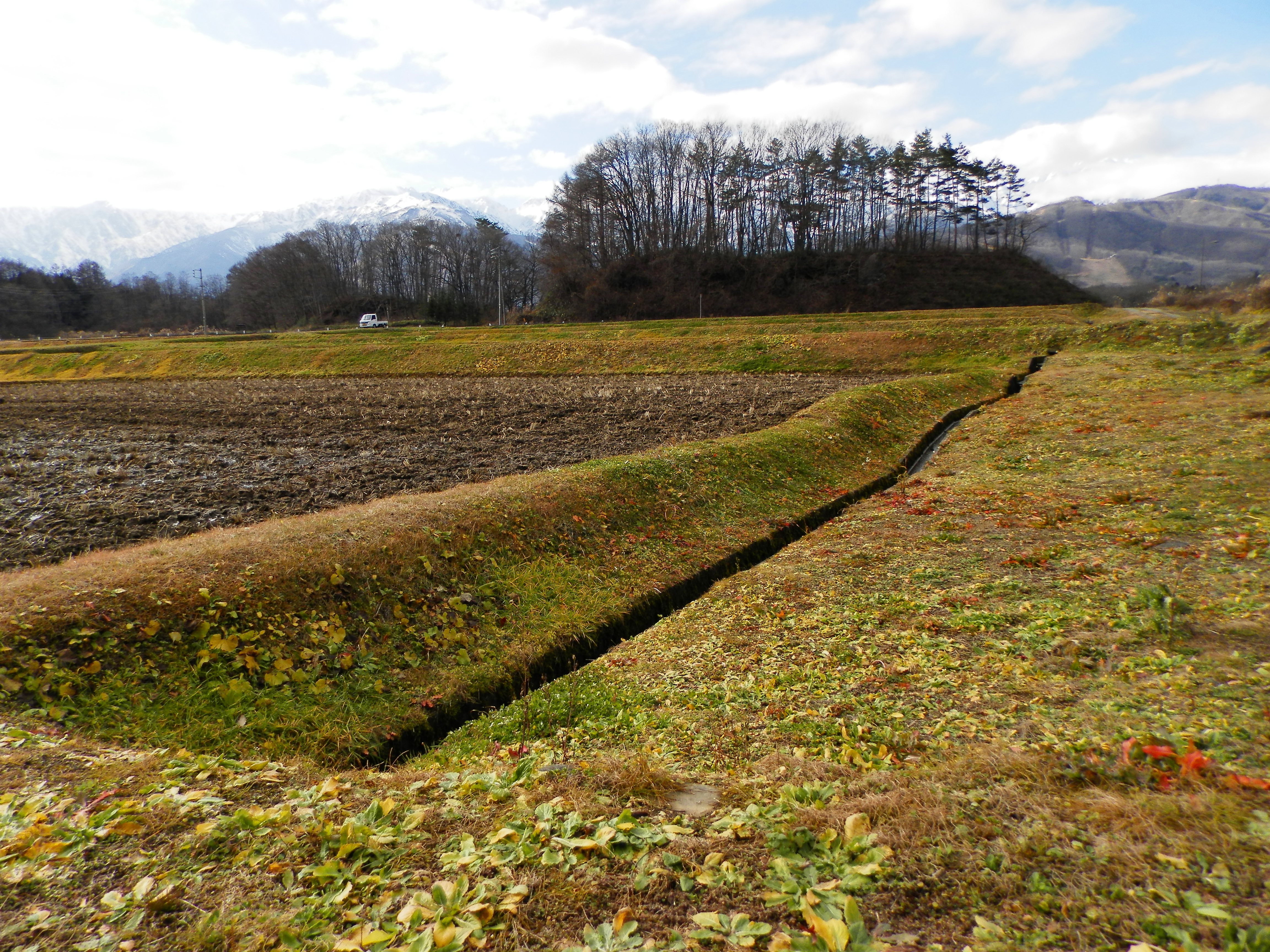
北城地区の水田に生じた地表変位を別アングルで
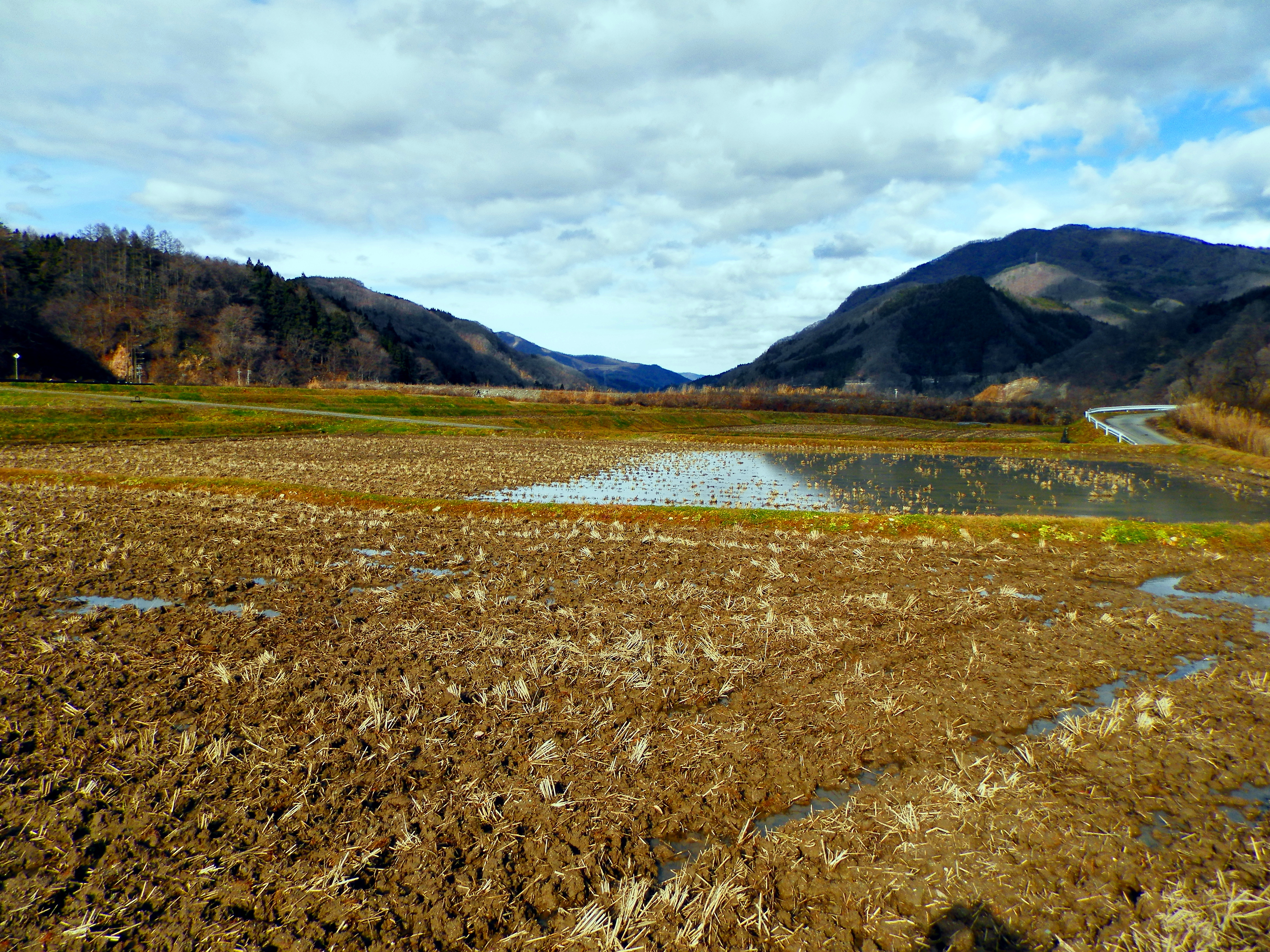
北城地区の水田に生じた地表変位を南から北を向いて撮影